# Guyana en los Juegos Olímpicos de Los Ángeles 1984
Guyana estuvo representada en los Juegos Olímpicos de Los Ángeles 1984 por diez deportistas, ocho hombres y dos mujeres, que compitieron en tres deportes.
El portador de la bandera en la ceremonia de apertura fue el atleta Earl Haley. El equipo olímpico guyanés no obtuvo ninguna medalla en estos Juegos.